# ファズナ・アハメド

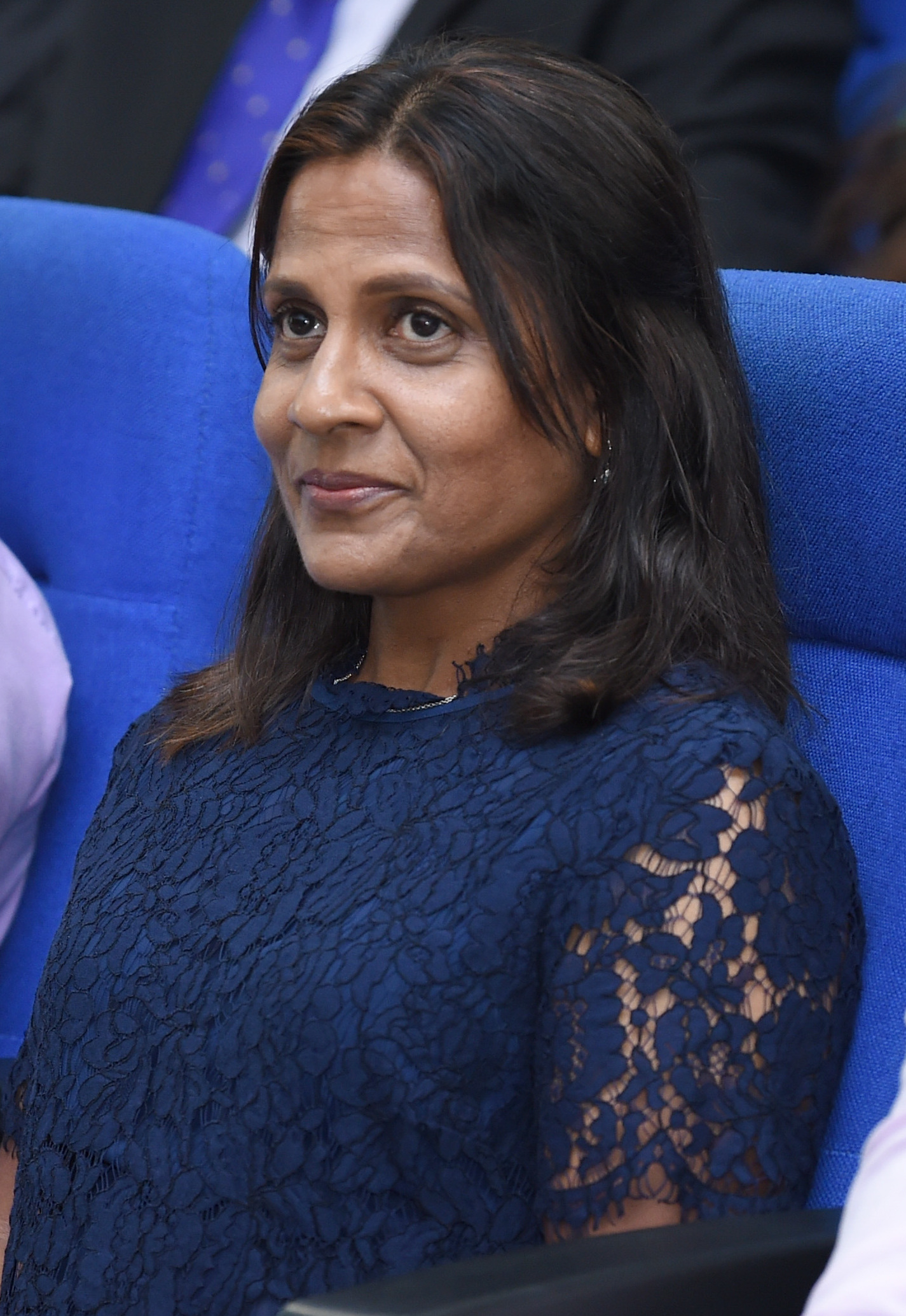
2020年のファズナ・アハメド

ファズナ・アハメド（ディベヒ語: ފަޒްނާ އަހްމަދު、英語: Fazna Ahmed）は、モルディブの元ファーストレディ。モルディブ元大統領のイブラヒム・モハメド・ソリと結婚している。
2019年10月22日、皇居正殿松の間で今上天皇の即位礼正殿の儀が執り行われ、夫のイブラヒム・モハメド・ソリ大統領及びイブラーヒム・ウェイス駐日大使と共に参列した。